# Hockey Club Asiago 1976-1977
Questa pagina contiene i dati relativi alla stagione hockeystica 1976-1977 della società di hockey su ghiaccio HC Asiago.

## Campionato
- Piazzamento: 1º posto in serie B (ex aequo col Turbine Milano) e promozione in serie A (l'anno precedente l'Asiago era stato retrocesso d'ufficio per mancanza di copertura del palaghiaccio appena costruito).

## Roster

### Portieri
- Antonio Rigoni
- Giovanni Pietro Stella
- Luciano Strazzabosco "Majona"

### Giocatori di movimento
- Alessandro Benetti
- Fabrizio Benetti
- Berico Bortoli
- Luigi Finco
- Franco Frigo
- Antonio Girardi
- Giovanni Antonio Pesavento
- Giuseppe Pesavento
- Walter Rigoni
- Paolo Rodeghiero
- Alberto Scaggiari
- Bruno Stefani
- Mariano Stefani
- Roberto Stella
- Giorgio Strazzabosco
- Guido Tessari
- Renato Tessari
- Ivo Jan
- Albin Felc

### Allenatore
- Mario Lievore